# Maler von Agora P 2578
Der Maler von Agora P 2578 war ein antiker griechischer Vasenmaler, der Ende des 6. oder sehr früh im 5. Jahrhundert v. Chr. in Athen tätig war.
Der Maler von Agora P 2578 gehörte zu den frühen Vasenmalern des rotfigurigen Stils der griechischen Vasenmalerei. Sein Stil wurde unter den zehntausenden überlieferten Vasen und Fragmenten von John D. Beazley erkannt, der ihm auch den Notnamen gab. Er gehörte in die Generation von Vasenmalern, die nach der Entwicklung des neuen Stils diesen weiter entwickelte, mit anderen Schalenmalern stand er allerdings etwas abseits der stilprägenden Pioniergruppe, die vor allem auf großen Gefäßen den Stil definierte. Benannt wurde er nach drei Schalen im Agora-Museum von Athen, die auch alle bei Ausgrabungen auf der Athener Agora gefunden wurden. Alle Schalen sind fragmentiert und nur Innen bemalt. Alle Bilder zeigen Satyrn.
Beazley schätzte die zeichnerischen Fähigkeiten des Malers Agora P 2578 nicht besonders hoch ein und stufte ihn als Teil der schwächeren spätarchaisch-rotfigurigen Vasenmaler als Mitglied der zweiten Gruppe des Coarser Wings ein. Er beschrieb seinen Stil als dem des Pithos-Maler sehr nahe, insbesondere dessen Schale in einer Bonner Privatsammlung. Wahrscheinlich arbeiteten sie in derselben Werkstatt.
Werkliste
1. Trinkschale, aus vielen Fragmenten zusammengesetzt, mit diversen Fehlstellen; Agora-Museum, Athen, Inventarnummer P 2578; gefunden wohl in Italien;Motiv: gerüsteter Satyr[2]
2. Trinkschale, aus vielen Fragmenten zusammengesetzt, mit diversen Fehlstellen; Agora-Museum, Athen, Inventarnummer P 2576; Motiv: neben einer Spitzamphora gelagerter Satyr[3]
3. Trinkschale, Fragmente; Agora-Museum, Athen, Inventarnummer P 2577; Motiv: neben einer Spitzamphora gelagerter Satyr[4]